# Schima khasiana
Schima khasiana là một loài thực vật có hoa trong họ Theaceae. Loài này được Dyer miêu tả khoa học đầu tiên năm 1874.